# مهندسخانة
بدأ التعليم الحديث في مصر بمدرسة المهندسخانة التي أنشأها محمد علي باشا بالقلعة عام 1816 لتدريب وإعداد المتخصصين في المساحة ثم قامت مدرسة المهندسخانة ببولاق عام 1834 لتخريج المتخصصين الفنيين للعمل في المشروعات المدنية والعسكرية على السواء وظلت تؤدي رسالتها حتى أُغلقت في مطلع عهد محمد سعيد باشا (عام 1854) مع غيرها من المدارس ثم أُعيدت دراسة الهندسة عام 1858 في مدرستين منفصلتين إحداهما لهندسة الري بالقناطر الخيرية والأخرى للعمارة بالقلعة ثم أغلقتا مرة أخرى عام 1861.

## التطوير
وفي عام 1866 افتتحت مدرسة الري والعمارة بسراي الزعفران بالعباسية ثم انتقلت إلى سراي مصطفى فاضل باشا بدرب الجماميز عام 1867 وكانت الدراسة بها لمدة خمس سنوات منها سنة إعدادية ويتخصص الطالب في السنتين الأخيرتين أما في هندسة الري أو العمارة.

### مدرسة المهندسخانة الخديوية
وفي عام 1892 ألغيت السنة الإعدادية ولم تعد إلا عام 1930 كما أُلغيت التخصصات عام 1869 لتقسم الدراسة مرة أخرى إلى قسمي الري والعمارة عام 1908 وأصبحت تعرف باسم ((مدرسة المهندسخانة الخديوية)) منذ عام 1950 وسميت ((مدرسة الهندسة الملكية)) عام 1923.

### مدرسة المهندسخانة الملكية
- وفي أكتوبر سنة 1902 نقلت المدرسة مؤقتا إلى دار مدرسة الزراعة القديمة بالجيزة، وأعقب ذلك إنشاء مباني مدرسة الهندسة الملكية (مبنى الكلية حاليا) وبعد إتمام المباني انتقلت المدرسة إليها في سنة 1905.[1]
- وفي أكتوبر سنة 1908 قسمت الدراسة مرة أخرى إلى قسمين للري والعمارة وجعل التخصص في السنتين الأخيرتين كما كان بالماضي.
- وفي سنة 1916 صدر قانون للمدرسة يقضي بتقسيم الدراسة بها إلى خمسة أقسام: الري - العمارة - البلديات - الميكانيكا - والكهرباء، وكان التخصص في هذه الأقسام في السنتين الأخيرتين.
- وفي سنة 1923 شكّل مجلس لإدارة المدرسة مكون من خمسة أعضاء للإشراف على التعليم بها.
- وفي صيف سنة 1925 أُعيد تنظيم المدرسة واتخذت أول خطوة ضرورية في سبيل الإصلاح، وإنشاء الأبنية والمدرجات، وتوسيع المعامل لتتناسب مع زيادة عدد الطلاب، فتم حتى سنة 1927 تشييد معملين جديدين للهيدروليكا واختبار المواد وكذلك توسيع معمل الطبيعة.
- وفي مايو سنة 1926 صدر قانون جديد لتنظيم المدرسة صارت بمقتضاه أقسام الدراسة أربعة أقسام :

القسم المدني - قسم العمارة - القسم الميكانيكي - وقسم الصناعة.
وتفرع القسم المدني إلى ستة فروع :
الري - البلديات - الكباري - الموانئ - المساحة - والسكك الحديدية.
كما تفرع القسم الميكانيكى إلى فرعين :
الميكانيكا - والكهرباء. أما قسم الكيمياء الصناعية فقد أرجئ إنشـاؤه إلى ما بعد.
- وفي سنة 1928 عُيّن الدكتور شارل اندريا ناظرا للمدرسة وقد كان قبل ذلك أستاذا وعميدا لمدرسة الهندسة بزيورخ. وفي تلك السنة عني بوضع منهج دراسي جديد في مستوى مناهج المدارس الفنية العليا بأوربا.
- قد اتضح أنه لايتيسر تنفيذ هذا المنهج في أربع سنوات دراسية فقط. لذا ألحق بالمدرسة في سنة 1929 قسم إعدادى مدة الدراسة به سنة واحدة.
- وفي مستهل سنة 1928 أنشئ معمل جديد للآلات الحرارية على مثال المعامل التي من نوعه في معاهد أوروبا الفنية العليا، وقد بدأ العمل في هذا المعمل سنة 1931. وفي تلك السنة أيضا أنشئت ورش جديدة للمدرسة مجهزة بأحدث الآلات لتدريب الطلبة على استخدامها وعلى الأساليب الصناعية المختلفة.
- وفي ديسمبر 1932 تم وضع حجر الأساس لإنشاء معمل الكهرباء الجديد بالمدرسة الملكية.[1]

### كلية الهندسة
- وفي سنة 1935 تم ضم مدرسة الهندسة الملكية إلى الجامعة المصرية وبهذا تحول اسمها إلى كلية الهندسة حتى الآن.[1]
- وفي عام 1942 بدأت الدراسة في قسم الهندسة الكيميائية وتخرجت الدفعة الأولى في سنة 1946 وكذلك بدأت الدراسات العليا بالكلية.
- وفي سنة 1944 بدأت الدراسة في شعبتي المناجم والبترول، وتخرجت الدفعة الأولى من خريجي المناجم والبترول عام 1947.
- وفي سنة 1953 بدأت الدراسة في قسم هندسة الطيران كقسم مستقل بذاته.
- وفي سنة 1959 بدأت الدراسة في شعبة الفلزات وتخرجت الدفعة الأولى من خريجي الفلزات عام 1962.
- وفي سنة 1960 بدأت الدراسة في قسم هندسة الإنتاج.
- وفي سنة 1965 تم بناء مبنى مستقل للجهد العالي يحتوي على معامل الجهد الدفعي والجهد المتردد والمفاتيح الكهربائية.
- وفي سنة 1970 افتتح مبنى إعدادي الجديد.
- وفي سنة 1972 تم تعيين أول وكيل للكلية يختص بشئون الدراسات العليا والبحوث.
- وفي سنة 1974 افتتح النادي الرياضي والإجتماعي للكلية ويستخدم أيضا للمؤتمرات والندوات التي تنظمها الكلية.
- وفي سنة 1976 بدأت الدراسة في قسم الهندسة الطبية وتخرجت الدفعة الأولى عام 1980.
- وفي سنة 1985 بدأ نشاط مركز بحوث الطاقة بالكلية وانتقل إلى مقره الدائم في عام 1991.
- وفي سنة 1991 تم افتتاح مبنى جديد يضم أقسام العمارة والهندسة الطبية والأشغال العامة ومعامل الحاسب والتحكم الآلي وميكانيكا الموائع.
- وفي سنة 1993 تم افتتاح قسم هندسة الحاسبات كقسم مستقل بذاته وتخرجت الدفعة الأولى في يونيه 1997.[1]

وقد شهدت كلية الهندسة (مدرسة المهندسخانة من قبل) خلال ما يزيد على مائة وسبعين عاما عمادة (أو نظارة) ما يقرب من خمسة وثلاثين أستاذا عملوا جميعا على تطوير العملية التعليمية وإنشاء العديد من الأقسام والتخصصات العلمية الجديدة. وفي بداية النشأة كانت الإدارة تحت إشراف ناظر المدرسة أو عميدها ثم بتطور الزيادة في عدد الطلاب والأقسام أصبح للكلية وكيلاً لشئون التعليم والطلاب ووكيلاً آخر لشئون الدراسات العليا والبحوث. ومنذ أن تحولت مدرسة المهندسخانة إلى كلية الهندسة في عام 1935 تولى العمادة حتى الآن ثمانية عشر عميداً واثنان وعشرون وكيلاً لشئون التعليم والطلاب وستة وكلاء للدراسات العليا والبحوث ووكيلان لشئون البيئة وخدمة المجتمع.